# 富士山マラソン
富士山マラソン（ふじさんマラソン）は、山梨県南都留郡富士河口湖町で開催される長距離走大会（市民マラソン）である。日本IDフルマラソン選手権大会、富士山ウィメンズファンタジーランと合同で実施されている。河口湖日刊スポーツマラソンを改組して創設された関係で、日刊スポーツ新聞社が主催者の一社となっている。

## 概要
フルマラソンの定員は15,000人、フルマラソンの制限時間は6時間である。
チャリティファンランの定員は1,500人、ファンタジーランの定員は女性のみ500人。ファンタジーランは参加料が高めであるが多数の参加賞が付いている。

## コース
- フルマラソン： 船津浜駐車場（スタート） →　東恋路交差点（折り返し） → 河口湖大橋 → 河口湖北岸を反時計回りで半周 → 文化洞トンネル → 西湖を反時計回りで一周 → 文化洞トンネル → 河口湖南岸半周 →  船津浜駐車場（ゴール）
- 10km（チャリティファンラン・ファンタジーラン）： 船津浜駐車場（スタート） →　東恋路交差点（折り返し） → 河口湖南岸 → 船津浜駐車場（ゴール）

## 第1回大会での問題点
2012年の第1回大会は、定員がフルマラソン16,000人、河口湖一周コース7,000人であり、最終登録者数は23,320人となっていた。フルマラソンのスタート時刻が8:15となっており、高尾駅以東では当日鉄道での到達が困難な状況であった。自家用車で向かう出場者が多くなったが、駐車場が充分でなく渋滞が発生。自家用車組だけでなく新宿よりのオフィシャルツアーバスもスタート地点に到達できず、5,000人以上が不出走となってしまった。
2013年の第2回大会より、開催種目の変更、出場定員の削減、スタート時刻を9:00に変更、JR新宿駅よりの直通特急富士山マラソン号の運転の改善を行い、スムーズな運営が行われている。